# Марко Ђоковић
Марко Ђоковић (рођен 20. августа 1991. у Београду) је бивши српски тенисер и млађи брат најбољег светског тенисера Новака Ђоковића.

## Каријера
Марко Ђоковић је средњи син Дијане и Срђана Ђоковића и млађи брат најбољег светског тенисера Новака Ђоковића. Марко има и млађег брата Ђорђа који се такође бави тенисом.
Са јуниорским такмичењима под окриљем ИТФ Марко је почео у септембру 2006. године, а већ наредне године почео је да се такмичи и у сениорској конкуренцији. Током јула 2007. учествовао је у квалификацијама за АТП турнир у Умагу (Хрватска), али је поражен у првом колу од шпанског тенисера Пабла Андухара са 0:2 (по сетовима 2:6, 1:6). На истом турниру заједно са братом Новаком одиграо је и један меч у конкуренцији дублова против француске комбинације Васелен/Монкур који су изгубили са 0:2 (по сетовима 5:7, 1:6).
Учествовао је на јуниорском Отвореном првенству Аустралије 2008, где је поражен у првом колу. Прву јуниорску титулу освојио је на турниру у Подгорици у августу 2008. победивши у финалу домаћег тенисера Љубомира Челебића. У јулу 2008. Ђоковић је добио специјалну позивницу за квалификације за турнир у Умагу, али је поново поражен у првом колу, овај пут од италијанског тенисера Франческа Пикарија. У септембру 2008. захваљујући специјалној позивници организатора учествовао је у главном жребу АТП турнира на Тајланду где је изгубио у првом колу од Финца Јарка Нијеминена са 0:2 (по сетовима 2:6, 0:6).
До прве победе на АТП туру Марко је дошао на Отвореном првенству Србије у Београду 7. маја 2009. када је у конкуренцији дублова заједно са Србином Дарком Мађаровским (обојица на турниру учествовала са специјалним позивницама организатора) у првом колу победио у том тренутку други дубл на свету, српско-канадску комбинацију Зимоњић/Нестор са 2:1 (по сетовима 7:6, 2:6, 10:6).
Крајем фебруара 2012. захваљујући специјалној позивници организатора учествовао је у главном жребу Отвореног првенства Дубаија. Био је то његов први наступ на неком од турнира из категорије 500, а изгубио је у првом колу од тенисера из Казахстана Андреја Голубјева са 0:2 (по сетовима 3:6, 2:6).

## Финала АТП челенџера и ИТФ фјучерса

### Појединачно: 2 (1:1)
| Легенда         |
| --------------- |
| Челенџери (0:0) |
| Фјучерси (1:1)  |

| Финала по подлози |
| ----------------- |
| Тврда (0:0)       |
| Шљака (1:1)       |
| Трава (0:0)       |
| Тепих (0:0)       |

| Финала по локацији |
| ------------------ |
| Отворено (1:1)     |
| Дворана (0:0)      |

| Исход     | Бр. | Датум            | Турнир               | Подлога | Противник          | Резултат      |
| --------- | --- | ---------------- | -------------------- | ------- | ------------------ | ------------- |
| Финалиста | 1.  | 15. август 2010. | Нови Сад, Србија, F5 | Шљака   | Алдин Шеткић       | 1:6, 1:6      |
| Победник  | 1.  | 15. јул 2012.    | Београд, Србија, F5  | Шљака   | Карлос Гомез-Ерера | 4:1 (предаја) |

### Парови: 6 (5:1)
| Легенда         |
| --------------- |
| Челенџери (0:0) |
| Фјучерси (5:1)  |

| Финала по подлози |
| ----------------- |
| Тврда (2:0)       |
| Шљака (3:1)       |
| Трава (0:0)       |
| Тепих (0:0)       |

| Финала по локацији |
| ------------------ |
| Отворено (5:1)     |
| Дворана (0:0)      |

| Исход     | Бр. | Датум              | Турнир               | Подлога | Партнер            | Противници                    | Резултат               |
| --------- | --- | ------------------ | -------------------- | ------- | ------------------ | ----------------------------- | ---------------------- |
| Победник  | 1.  | 15. јул 2012.      | Београд, Србија, F5  | Шљака   | Метју Шорт         | Стефан Мицов Бојан Здравковић | 7:6(7:4), 7:5          |
| Победник  | 2.  | 19. август 2012.   | Нови Сад, Србија, F9 | Шљака   | Карлос Гомез-Ерера | Мате Чутура Фрањо Распудић    | 6:4, 6:3               |
| Победник  | 3.  | 14. јул 2013.      | Београд, Србија, F4  | Шљака   | Метју Шорт         | Иван Бјелица Матеј Сабанов    | 6:4, 6:4               |
| Победник  | 4.  | 10. новембар 2013. | Ираклион, Грчка, F18 | Тврда   | Карлос Гомез-Ерера | Лук Бамбриџ Оливер Голдинг    | 6:1, 6:7(3:7), [13:11] |
| Финалиста | 1.  | 22. јун 2014.      | Београд, Србија, F2  | Шљака   | Љубомир Челебић    | Џејк Имс Гавин ван Пеперзел   | 2:6, 0:6               |
| Победник  | 5.  | 12. новембар 2017. | Ираклион, Грчка, F8  | Тврда   | Карлос Гомез-Ерера | Конор Берг Мушег Ховханисјан  | 6:1, 6:2               |